# Martin Kušej

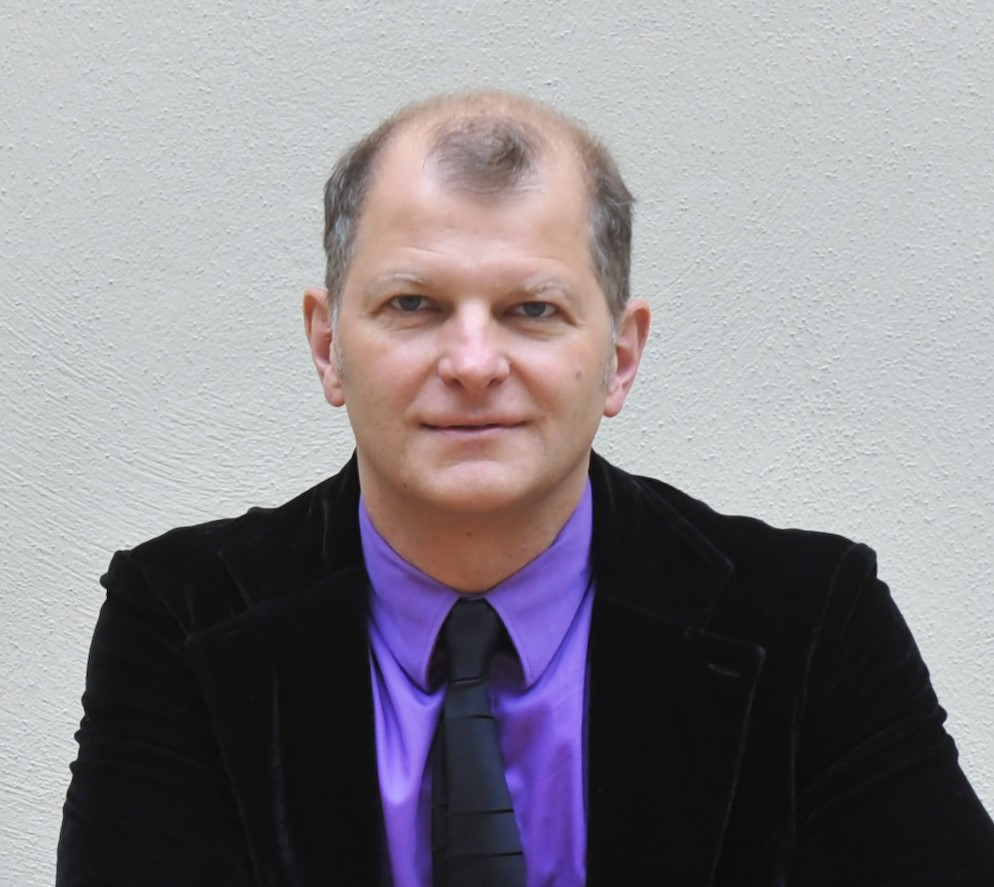
Martin Kušej (2013)

Martin Kušej (* 14. Mai 1961 in Wolfsberg, Kärnten) ist ein österreichischer Theaterregisseur, Opernregisseur und Intendant.

## Leben
Kušej wurde als Sohn eines Lehrerehepaars geboren und gehört der Minderheit der Kärntner Slowenen an. Slowenisch lernte er allerdings erst während des Studiums. Von 1978 bis 1982 studierte er Sportwissenschaft, Deutsche Sprache und Literatur an der Universität Graz und von 1982 bis 1985 Regie an der Universität für Musik und darstellende Kunst Graz. Anschließend assistierte er am Salzburger Landestheater und am Slowenischen Nationaltheater Ljubljana.
1987 inszenierte er Es von Karl Schönherr am Schauspielhaus Graz. 1990 gründete er zusammen mit dem Bühnenbildner Martin Zehetgruber die Gruppe My friend Martin. Von 1993 bis 2000 war er Hausregisseur am Staatstheater Stuttgart. Von 2004 bis 2006 wirkte er als Schauspieldirektor der Salzburger Festspiele. Er inszenierte unter anderem am Deutschen Theater Berlin, an der Staatsoper Berlin, an der Volksbühne Berlin, an der Oper Graz, am Deutschen Schauspielhaus Hamburg, am Thalia Theater Hamburg, am Burgtheater Wien und am Opernhaus Zürich.
2011 wurde Kušej Intendant des Bayerischen Staatsschauspiels München. Ab 2013 wurde er zudem Regieprofessor am Wiener Max Reinhardt Seminar (Institut für Schauspiel und Schauspielregie der Universität für Musik und darstellende Kunst Wien) als Nachfolger von Michael Gruner.
2017 wurde Kušej ab der Spielzeit 2019/20 zum Direktor am Burgtheater Wien bestellt. Seinen bis 2020 laufenden Vertrag am Bayerischen Staatsschauspiel beendete er daher bereits 2019 vorzeitig. Seinen Einstand in Wien gab er mit einer Inszenierung von Heinrich von Kleists Hermannsschlacht. Ursprünglich bewarb er sich für eine Verlängerung seines bis zum Ende der Spielzeit 2023/2024 reichenden Vertrags, zog die Bewerbung jedoch im Dezember 2022 zurück, weil seine „Person und das gesamte Burgtheater [...] durch den späten und langwierigen Entscheidungsprozess zur Zukunft der Burgtheaterdirektion in eine unsägliche, das Haus schädigende Situation manövriert“ worden seien. Sein Nachfolger ab der Spielzeit 2024/25 ist Stefan Bachmann.

## Auszeichnungen
Kušej erhielt zahlreiche Auszeichnungen. 1999, 2001 und 2009 wurde er zum Berliner Theatertreffen eingeladen. 1993 erhielt er den Kurt-Hübner-Regiepreis der Deutschen Akademie der Darstellenden Künste. 1999 wurde er mit dem 3sat-Innovationspreis ausgezeichnet. 2006 und 2009 erhielt er den Wiener Nestroy-Theaterpreis. 2012 wurde er mit dem Deutschen Theaterpreis Der Faust ausgezeichnet.
Er ist Mitglied der Deutschen Akademie der Darstellenden Künste.

## Inszenierungen (Auswahl)
- 1987 Es von Karl Schönherr, Schauspielhaus Graz
- 1987 Verkommenes Ufer / Medeamaterial / Landschaft mit Argonauten von Heiner Müller, Slowenisches Nationaltheater Ljubljana
- 1988 Der Untergang der Titanic von Hans Magnus Enzensberger, Schauspielhaus Graz
- 1990 Glaube Liebe Hoffnung von Ödön von Horváth, Slowenisches Nationaltheater Ljubljana
- 1990 Philoktet von Heiner Müller, Jura-Soyfer-Theater Wien
- 1990 Wie es ist von Martin Kušej, Klagenfurter Ensemble
- 1991 Tage des Königs von Peter Rosei (Uraufführung), Schauspielhaus Graz
- 1992 Der Traum ein Leben von Franz Grillparzer, Schauspielhaus Graz
- 1992 Franz Falsch F Falsch Dein Falsch Nichts Mehr, Stille, Tiefer Wald nach Franz Kafka (Uraufführung), Cividale Mittelfest
- 1992 Irrlichter-Schrittmacher von Thomas Strittmatter (Uraufführung), Bayerisches Staatsschauspiel München (Marstall)
- 1993 Kabale und Liebe von Friedrich Schiller, Stadttheater Klagenfurt und Staatstheater Stuttgart
- 1994 Kill Pig Devil Passion Finish God, Tanztheater von Martin Kušej (Uraufführung), Schauspielhaus Graz und Wiener Festwochen
- 1994 Straßenecke. Ein Ort. Eine Handlung von Hans Henny Jahnn, Staatstheater Stuttgart
- 1994 Prinz Friedrich von Homburg von Heinrich von Kleist, Deutsches Schauspielhaus Hamburg
- 1995 Die Unbekannte aus der Seine von Ödön von Horváth, Staatstheater Stuttgart
- 1995 Clavigo von Johann Wolfgang von Goethe, Staatstheater Stuttgart
- 1996 König Arthur nach Henry Purcell von John Dryden, Staatstheater Stuttgart
- 1996 Richard III von William Shakespeare, Volksbühne Berlin
- 1997 Ödipus von Sophokles, Staatstheater Stuttgart
- 1997 Die Geierwally nach Wilhelmine von Hillern, Staatstheater Stuttgart
- 1998 Fidelio von Ludwig van Beethoven, Staatstheater Stuttgart
- 1998 Geschichten aus dem Wiener Wald von Ödön von Horváth, Thalia Theater Hamburg (Einladung zum Berliner Theatertreffen 1999)
- 1998 Al gran sole carico d’amore von Luigi Nono, Staatstheater Stuttgart
- 1999 Salome von Richard Strauss, Oper Graz
- 1999 Gesäubert von Sarah Kane, Staatstheater Stuttgart
- 1999 Weh dem, der lügt! von Franz Grillparzer, Burgtheater Wien
- 2000 Gespenstersonate von August Strindberg, Thalia Theater Hamburg
- 2000 Salome von Richard Strauss, Teatro Filharmonico Verona
- 2000 Hamlet von William Shakespeare, Staatstheater Stuttgart und Salzburger Festspiele
- 2001 Glaube und Heimat von Karl Schönherr, Burgtheater Wien (Einladung zum Berliner Theatertreffen 2001)
- 2001 Le convenienze ed inconvenienze teatrali und I pazzi per progetto von Gaetano Donizetti, Staatstheater Stuttgart
- 2001 Edward II. von Christopher Marlowe, Thalia Theater Hamburg
- 2002 Die Gezeichneten von Franz Schreker, Staatstheater Stuttgart
- 2002 Don Giovanni von Wolfgang Amadeus Mozart, Salzburger Festspiele
- 2002 Glaube Liebe Hoffnung von Ödön von Horváth, Burgtheater Wien
- 2003 Giulio Cesare in Egitto von Georg Friedrich Händel, Staatstheater Stuttgart
- 2003 Auf Sand von Albert Ostermaier, Thalia Theater Hamburg
- 2003 La clemenza di Tito von Wolfgang Amadeus Mozart, Salzburger Festspiele
- 2003 Elektra von Richard Strauss, Opernhaus Zürich
- 2004 Floh im Ohr von Georges Feydeau, Thalia Theater Hamburg
- 2004 Carmen von Georges Bizet, Staatsoper Berlin
- 2005 Otello von Giuseppe Verdi, Staatstheater Stuttgart
- 2005 Jedermann von Hugo von Hofmannsthal, Salzburg
- 2005 König Ottokars Glück und Ende von Franz Grillparzer, Burgtheater Wien und Salzburger Festspiele
- 2006 Zur schönen Aussicht von Ödön von Horváth, Deutsches Schauspielhaus Hamburg
- 2006 Höllenangst von Johann Nestroy, Burgtheater Wien und Salzburger Festspiele
- 2006 Lady Macbeth von Mzensk von Dmitri Schostakowitsch, Muziektheater Amsterdam
- 2007 Die Zauberflöte von Wolfgang Amadeus Mozart, Opernhaus Zürich
- 2007 Woyzeck von Georg Büchner, Bayerisches Staatsschauspiel München (Residenztheater)
- 2008 Genoveva von Robert Schumann, Opernhaus Zürich
- 2008 Der Weibsteufel von Karl Schönherr, Burgtheater Wien (Einladung zum Berliner Theatertreffen 2009)
- 2008 Macbeth von Giuseppe Verdi, Bayerische Staatsoper München
- 2009 The Rake’s Progress von Igor Strawinsky, Theater an der Wien und Opernhaus Zürich
- 2009 Baumeister Solness von Henrik Ibsen, Deutsches Schauspielhaus Hamburg
- 2009 Das Interview von Theo van Gogh und Theodor Holman, Theater Neumarkt Zürich (Einladung zu den Autorentheatertagen Berlin 2010)
- 2010 Der fliegende Holländer von Richard Wagner, Muziektheater Amsterdam
- 2010 Rusalka von Antonín Dvořák, Bayerische Staatsoper München
- 2010 Peggy Pickit sieht das Gesicht Gottes von Roland Schimmelpfennig, Deutsches Theater Berlin
- 2011 Das weite Land von Arthur Schnitzler, Bayerisches Staatsschauspiel München (Residenztheater)
- 2011 Le convenienze ed inconvenienze teatrali und I pazzi per progetto von Gaetano Donizetti, Opernhaus Zürich
- 2012 Die bitteren Tränen der Petra von Kant von Rainer Werner Fassbinder, Bayerisches Staatsschauspiel München (Marstall)
- 2012 Hedda Gabler von Henrik Ibsen, Bayerisches Staatsschauspiel München (Residenztheater)
- 2013 Die Anarchistin von David Mamet, Bayerisches Staatsschauspiel München (Residenztheater)
- 2013 La forza del destino von Giuseppe Verdi, Bayerische Staatsoper
- 2013 In Agonie (Die Glembays / Galizien / In Agonie) von  Miroslav Krleža, Wiener Festwochen, Volkstheater Wien
- 2014 Wer hat Angst vor Virginia Woolf? von Edward Albee, Bayerisches Staatsschauspiel München (Residenztheater)
- 2015  Jagdszenen aus Niederbayern von Martin Sperr, Münchner Kammerspiele
- 2016  Hexenjagd von Arthur Miller, Burgtheater Wien
- 2017 Phädras Nacht, Bayerisches Staatsschauspiel München (Residenztheater)
- 2020 Das Leben ein Traum von Pedro Calderón de la Barca, Burgtheater Wien
- 2021 Maria Stuart, Salzburger Festspiele
- 2022 Tosca, Theater an der Wien
- 2022 Geschlossene Gesellschaft, Burgtheater Wien
- 2022 Nebenan, Burgtheater Wien

## Auszeichnungen
- 1993 Kurt-Hübner-Regiepreis der Deutschen Akademie der Darstellenden Künste für Kabale und Liebe
- 1999 3sat-Preis für Geschichten aus dem Wiener Wald
- 1999 Einladung seiner Inszenierung von Geschichten aus dem Wiener Wald (Thalia Theater, Hamburg) zum Berliner Theatertreffen
- 2001 Einladung seiner Inszenierung von Glaube und Heimat (Burgtheater, Wien) zum Berliner Theatertreffen
- 2006 Wiener Theaterpreis NESTROY in der Kategorie Beste deutschsprachige Aufführung für Höllenangst
- 2009 Wiener Theaterpreis NESTROY in der Kategorie Beste Regie für Der Weibsteufel
- 2009 Einladung seiner Inszenierung von Der Weibsteufel (Burgtheater, Wien) zum Berliner Theatertreffen
- 2012 Deutscher Theaterpreis DER FAUST in der Kategorie Beste Regie Schauspiel für Die bitteren Tränen der Petra von Kant
- 2013 Kulturpreis des Landes Kärnten[9][10]

## Publikationen
- Martin Kušej: Der Grundgedanke von Theater ist: JETZT in Warum Oper?. Gespräche mit Opernregisseuren. Herausgegeben von Barbara Beyer. Alexander Verlag, Berlin 2005, ISBN 978-3-89581-145-6.
- Martin Kušej: Hinter mir weiß, edition a, Wien 2022, ISBN 978-3-99001-538-4.[11]